# Jean Ansaldi
Pour les articles homonymes, voir Ansaldi (homonymie).
Jean Ansaldi, né à Menton le 30 juillet 1934 et mort à Avignon le 9 septembre 2010, est un pasteur, théologien protestant français, professeur à la faculté de théologie protestante de Montpellier.

## Biographie
Jean Ansaldi fait ses études de théologie à la faculté de théologie protestante de Montpellier entre 1955 et 1962, période au cours de laquelle il participe, comme appelé, à la guerre d’Algérie (1958-1959). Sa thèse de licence de théologie est consacrée à 
L'aspect ecclésiastique de la fonction apostolique et sa pérennité dans l’Église.
Il devient pasteur de Église réformée de France dans les paroisses de Jarnac (Charente) (1962-1970) et d'Uzès (Gard) (1970-1977). Il est ensuite nommé professeur d’éthique à la faculté de théologie protestante de Montpellier. Il soutient en 1981 une thèse d'État à la Faculté de théologie protestante de Strasbourg, sous la direction de Roger Mehl, intitulée Éthique humaine et sanctification chrétienne.
Il enseigne à la faculté de théologie jusqu’à sa retraite en 1997, tout en donnant un enseignement de psychanalyse à l'université Paul-Valéry Montpellier III. C’est durant cette période que Jean Ansaldi déploie une réflexion qui marquera une génération de jeunes pasteurs et théologiens et suscitera un débat théologique important au sein du protestantisme francophone.
Le 6 janvier 2024, un article publié par Mediapart révèle la mise en cause de Jean Ansaldi par trois personnes pour des faits d'agressions sexuelles dans le cadre de sa charge d'accompagnant spirituel dans une communauté des Cévennes.

## La théologie de Jean Ansaldi
L’originalité de la réflexion d’Ansaldi réside dans l’articulation entre théologie et psychanalyse. Cette articulation est le thème de son œuvre principale, L’articulation de la foi, de la théologie et des Écritures, dont les idées forces sont reprises et vulgarisées dans Dire la foi aujourd’hui.
Pour Ansaldi, fortement influencé par la théologie de Martin Luther, le salut est contenu dans la Parole nommante d’un Dieu qui parle à partir d’un lieu de finitude (la croix). Ce qui est premier n’est pas l’homme ; ce n’est pas non plus Dieu, son action et ses Écritures ; ce qui est premier c’est un « chemin de Damas », même et surtout non spectaculaire : la rencontre entre un « je en perdition » et un « Christ en recherche de ma vie ». Ce primat de la rencontre commande toute la pensée d’Ansaldi : aucun savoir sur Dieu et sur l’homme n’est possible avant cette rencontre de la foi. La proximité avec le piétisme luthérien  (Johann Arndt, Gerhard Tersteegen, Nikolaus von Zinzendorf) est claire ; ce qui l’en sépare, c’est que cette rencontre a lieu hors langage, et que l’on ne peut en parler que dans l’après-coup dans un langage qui est alors largement dépendant du contexte culturel et théologique (ici, se décèle la proximité avec d’autres théologiens luthériens : Rudolf Bultmann et Gerhard Ebeling).
À partir de cette rencontre salvatrice qui se reproduit sans cesse, le croyant est renvoyé de manière seconde et à Dieu et à l’homme. Renvoyé à un Dieu qui s’est inscrit dans la finitude d’un Christ, aux Écritures et aux sacrements comme lieux de rencontre offerts avec ce Christ. Mais aussi à l’écriture de la théologie comme n’ayant aucune pertinence dans ce que Dieu est et fait dans son en-soi, mais pleine pertinence dans ce qu’il fait dans le champ de sa manifestation en Christ. Renvoyé également à une définition de l’homme comme être en errance jusqu’à cette rencontre et comme réalisant son humanum lorsqu’il reçoit son identité extra se, par la Parole qui le tutoie.
Ici se travaille la loi en tension avec l’Évangile. La loi entendue dans son second usage (pédagogique), car sans elle le manque n’est pas creusé en l’homme pour faire de la place à l’Évangile. L’antécédence de la loi est bien sûr logique et pas toujours chronologique. La loi entendue dans son premier usage (civil), car dans le monde, le rapport aux autres doit être régulé pour que la société ne bascule pas dans le chaos et la mort des faibles. Par contre, abandon de la loi dans son troisième usage (normatif), car dans sa vie de foi devant Dieu, le croyant est rendu libre pour balbutier des bribes d’amour qui ne relèvent pas d’un « tu dois ».
La théologie se construisant dans un aller-retour entre les Écritures et la vie ecclésiale comme lieu où se mesure son opérationnalité, Ansaldi a été conduit à préciser deux lieux où la vie de foi se soigne et se construit : l’accompagnement pastoral (Le dialogue pastoral) et la prière comme premier lieu de thérapie dans la mesure où elle s’approfondit en s’inscrivant dans le rythme mais aussi dans les « mots de l’Autre », la liturgie (Le combat de la prière).
Reste le champ de l’éthique qu’Ansaldi se propose d’analyser en ses deux lieux : devant Dieu et devant les hommes. Pour éviter les confusions, il distingue entre sanctification devant Dieu et éthique devant les hommes (voir son ouvrage Éthique et sanctification). La sanctification devant Dieu consiste à devenir de plus en plus disponible au ministère sacerdotal du chrétien (parler de Dieu aux hommes et parler des hommes à Dieu). La sanctification ne connaît pas de loi normative. Sur le plan éthique, le chrétien ne connaît pas les secrets du Dieu en soi ; sa foi ne lui dicte donc pas les bons choix politiques ou autres. Le dernier article qu’Ansaldi a écrit dans la revue Études théologiques et religieuses, intitulé « L’éthique théologique à distance de l’obsessionalité et de la perversion » constitue une synthèse de la réflexion éthique de cet auteur.

## Divers
Jean Ansaldi fut un défenseur de la langue occitane à travers des recueils de poèmes ainsi qu'une grammaire du mentonnais : Gramàtica dou Mentounasc et Brandi mentounasc - Farandole mentonnaise (proses et poésies), Il a publié de nombreuses chroniques dans la revue "ou Païs Mentounasc" .
En mai 2025, un communiqué de l'Église protestante unie de France et de l'Institut protestant de théologie dévoile les abus sexuels dont il s'est rendu coupable sur plusieurs victimes.

### Mélanges
- Sola Fide. Mélanges offerts au professeur Jean Ansaldi, (éd. Elian Cuvillier), Labor et Fides, 2004.

### Principaux ouvrages publiés
- La paternité de Dieu. Libération ou névrose ? (Études théologiques et religieuses hors série), Montpellier, 1980.
- Éthique et sanctification. Morales politiques et sainteté chrétienne, Genève, Labor et Fides, 1983.
- Le dialogue pastoral. De l’anthropologie à la pratique, Genève, Labor et Fides, 1986.
- L’articulation de la foi, de la théologie et des Écritures, Paris, Cerf, 1991.
- Dire la foi aujourd’hui. Petit traité de la vie chrétienne, Aubonne, Éditions du Moulin, 1995.
- Lire Lacan : l’éthique de la psychanalyse, Séminaire VII, Nîmes, Éditions du champ social, 1998.
- Le combat de la prière. De l’infantilisme à l’esprit d’enfance, Poliez-le-Grand, Éditions du Moulin, 2001.
- Il fut transfiguré devant eux. Une oasis rafraîchissante sur  le chemin de la foi, en collaboration avec Elian Cuvillier, Poliez-le-Grand, Éditions du Moulin, 2002.
- Lire Lacan : le discours de Rome et le séminaire X sur l’angoisse, Nîmes, Éditions du champ social, 2002.
- Grande langue ! Un pouvoir de vie et de mort, Poliez-le-Grand, Éditions du Moulin, 2006.
- Miettes de cœur - A l'entorn del paire, Uzès 2007.
- L’espèra dau Mendicaire. L'attente du Mendiant, recueil de poèmes (texte occitan avec traduction française en regard), 2008.
- Gramàtica dou mentounasc, Menton, Société d’Art et d’Histoire du Mentonnais, 2009.
- Brandi mentounasc - Farandole mentonnaise (proses et poésies), Menton, Société d’Art et d’Histoire du Mentonnais, 2010
- Dieu se révèle aux hommes, Lyon, éditions Olivétan, 2013.
- Dieu sauve les hommes, Lyon, Olivétan, 2014.